# Monohybrid klyvning

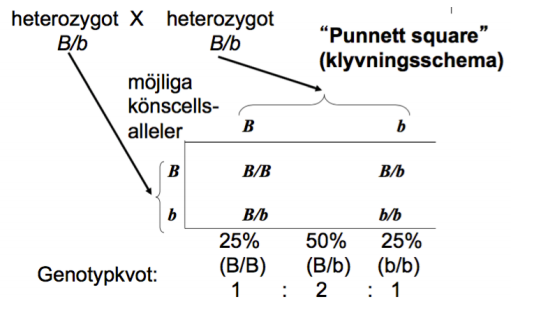

Monohybrid klyvning är när två föräldrar är heterozygota för olika alleler fast i samma locus. Om båda föräldrar har genotypen B/b, där B är ett dominant anlag och b är ett recessivt anlag, kommer förväntad genotypkvot bland avkommorna vara 1:2:1. 25% av avkommorna blir alltså homozygota för det dominanta anlaget, 50% av avkommorna blir heterozygota och 25% av avkommorna blir homozygota för det recessiva anlaget. Klyvning av en F1 generation är då det som relateras till. Bildning av F2 generationen beror på de tidigare avkommornas allel och locus.